# 尊室譢
尊室譢（越南语：／，1894年—？），越南阮朝官員，尊室訢之子。

## 生平
1894年，出生於承天府賴世社，父親是阮朝大臣尊室訢。母親是一品夫人許氏瓊。
1918年，承天府候補。1919年，任香水知縣。1925年，任奠磐知府。同年改任刑部郎中。1930年，任崑嵩管道。1933年，任清化按察使。
1937年，任清化布政使。
1941年，調任平定布政使。次年（1942年），任富安巡撫。
保大二十年（1945年）春節，由承天府尹一職，改補平定總督，接替寶徵。
1945年時，曾出任由陳仲金主持的越南帝國政府內閣的儀禮部長。